# Jacques Schader

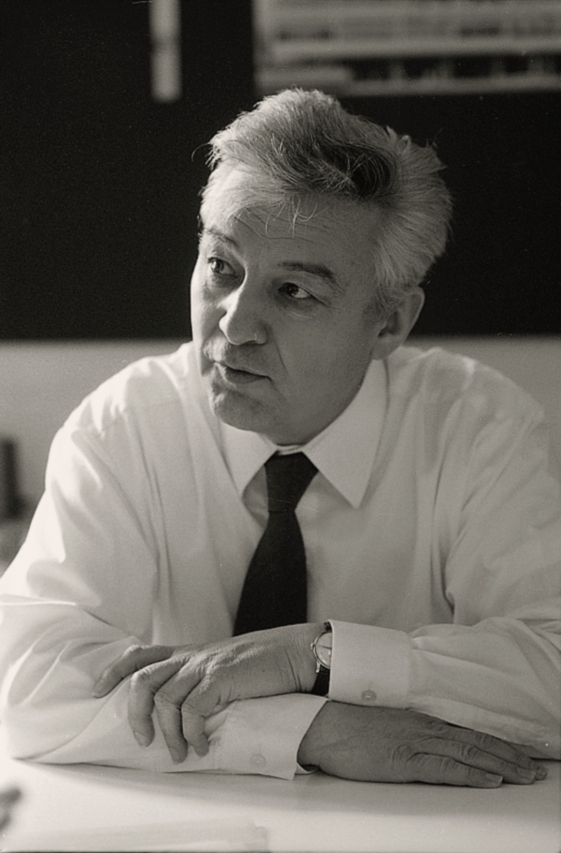
Jacques Schader (1973)

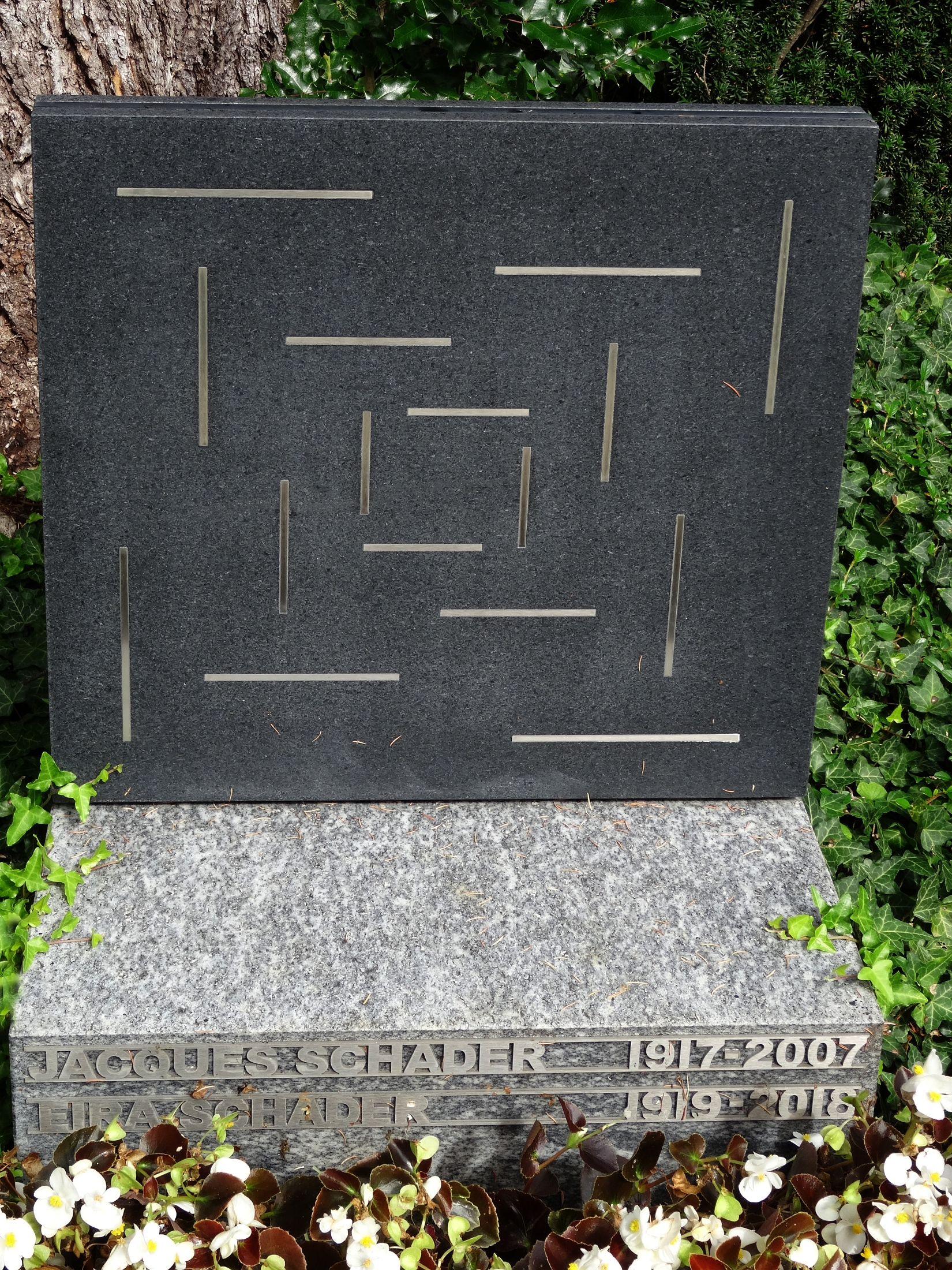
Grab, Friedhof Enzenbühl, Zürich

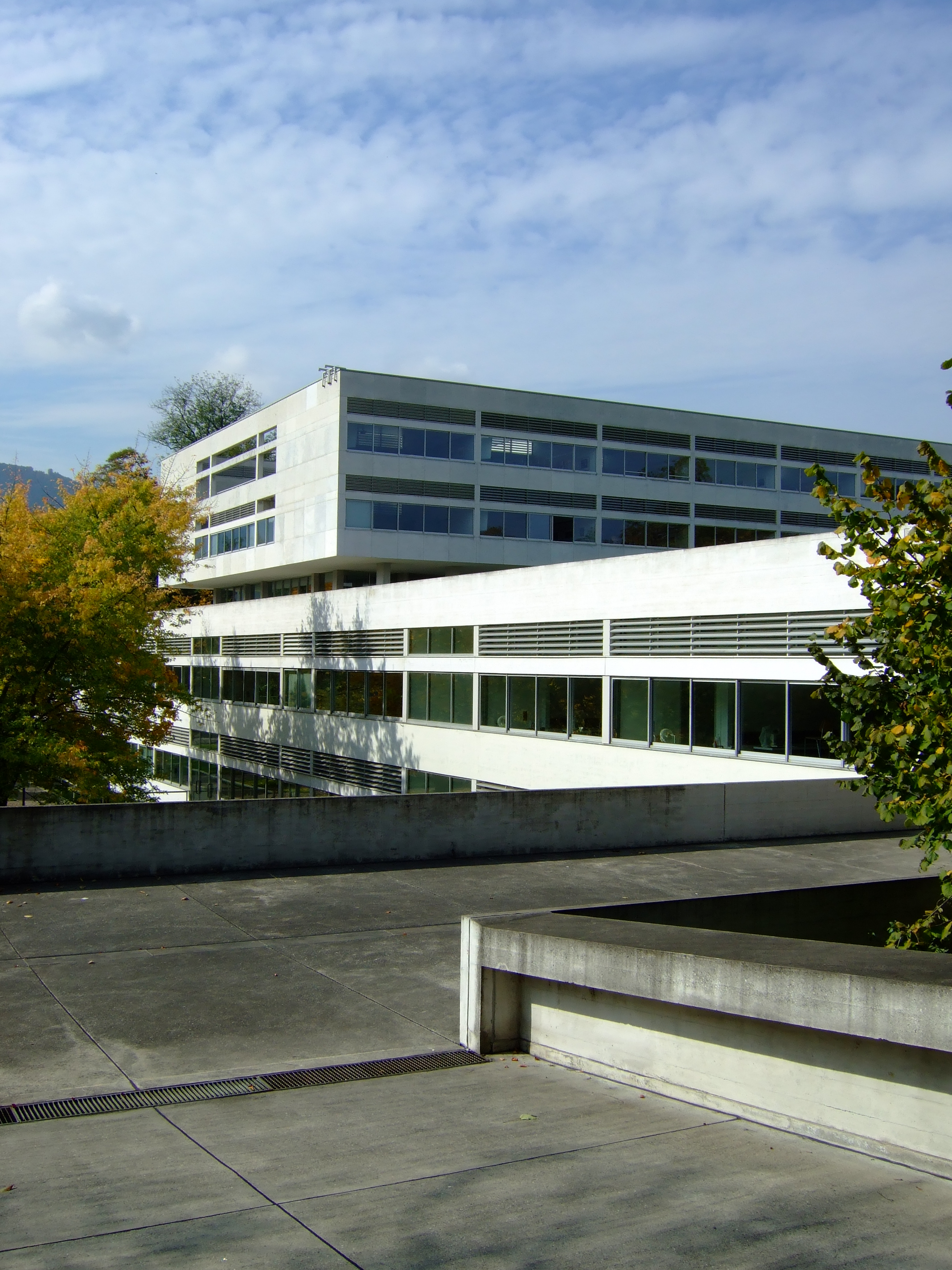
Die Schulhausanlage Freudenberg 2008

Jacques Schader (* 24. März 1917 in Basel; † 19. Januar 2007 in Zollikon) war ein Schweizer Architekt. Wenn Schader als Architekt der Nachkriegsmoderne auch viel öffentliche Beachtung und Anerkennung in Fachpublikationen fand, bleibt sein Name doch verknüpft mit seinem Meisterwerk, der Akropolis von Zürich, wie die NZZ es nannte: Der Schulhausanlage Freudenberg im Zürcher Quartier Enge.

## Leben
Nach Gymnasium und einjährigen Studien an der Kunstgewerbeschule Basel folgten zunächst zwei Jahre beruflicher Tätigkeit beim Innenarchitekten August Baur, bevor Schader 1939–1943 Architektur an der ETH Zürich studierte. Das eigene Büro gründete er 1946, nachdem er zusammen mit seinen Studienkollegen Oskar Burri und Otto Glaus den Wettbewerb für eine Frauenklinik des Zürcher Kantonsspital gewonnen hatte, ein Entwurf, der nicht realisiert wurde. 1948–1953 war Schader der Redaktor der neugegründeten Fachzeitschrift Bauen + Wohnen. Schader baute zunächst einige Wohnhäuser wie etwa ein kleines, aber raffiniertes Ferienhaus im Tessin sowie Verwaltungs- und Industriegebäude – den heute abgebrochenen Sitz des Schweizerischen Obstverbandes in Zug oder ein Lager- und Mühlengebäude in Uznach.
Dann aber gewann Schader 1954 den Wettbewerb für die Kantonsschule Freudenberg, seinem architektonischen Hauptwerk, mit 1400 Schülern der erste Zürcher Neubau eines Gymnasiums seit 1909. Schader fand im designierten Rektor, Max Allenspach, der bei der Erarbeitung eines neuen Schulkonzepts bereitwillig mitarbeitete, einen kongenialen Partner für seine Vision einer transparenten, offenen und lichtdurchfluteten Schule.
Daneben baute Schader auch wegweisende, klare Bauten der kleinen Form, wie den Verkehrspavillon auf dem Bucheggplatz von 1956, für den ihm ebenfalls die Auszeichnung für gute Bauten der Stadt Zürich verliehen wurde.
Seit 1960 ordentlicher Professor an der ETH, arbeitete er dann neben seiner Lehrtätigkeit auf vielfältigen Ebenen, in der Forschung und als Gutachter und Juror in Wettbewerben. In seinem Werk ab den 1970er Jahren entstanden noch zahlreiche und grosse Bauwerke, unter anderem das Lehrlingsausbildungszentrum der Brown, Boveri & Cie 1982 und als sein letztes Werk 1987–1992 ein Wohnkomplex in Spreitenbach.
Jacques Schader fand seine letzte Ruhestätte auf dem Friedhof Enzenbühl in Zürich.

## Werke (in Auswahl)
- Frauenklinik Kantonsspital, Zürich, Wettbewerb 1. Preis 1945–1946 (mit Oskar Burri und Otto Glaus, nicht ausgeführt)
- Ferienhaus Hegnauer, Gandria, 1946
- Schulhaus, Zürich 1947–1948
- Schweizerischer Obstverband, Verwaltungsgebäude, Zug, 1950 (mit Godi Cordes, vermutlich zerstört)
- Wohnhaus für eine Grafikerfamilie, Zürich-Witikon 1951
- Landverband St. Gallen, Mühle mit Lagerhaus, Uznach, 1953–1954
- Verkehrspavillon Bucheggplatz, Zürich, 1956
- Schulhaus Freudenberg, Zürich, 1956–1960
- Schulanlage Eugen-Huber-Str., Erweiterung, Zürich, 1962–1964
- Wohnhaus für einen Sammler, Innerberg-Säriswil, 1962, 1968–1970
- Mehrfamilienhaus, Zürich 1964–1965
- Wohnhaus für einen alleinstehende Dame, Wilen, 1965–1967
- Kirchgemeindehaus Aussersihl, Zürich, 1964, 1970–1973
- Hauptsitz IBM Schweiz, Zürich, 1967–1973
- Villa, Innerberg, 1969–1970
- Einfamilienhaus, eigenes Wohnhaus, Schwerzenbach, 1972–1974
- Altersheim Langgrüt, Zürich, 1975–1977
- Kanzleigebäude der Botschaft der Schweiz in der Bundesrepublik Deutschland, Bonn, 1966, 1976–1977
- Institutsgebäude, Universität Zürich, 1978–1981
- Lehrlingsausbildungszentrum der BBC, Zürich, 1978–1982
- Wohnüberbauung Schleipfe 1, Spreitenbach, 1987–1991
- Postgebäude, Lenzburg 1984, 1994–1995

## Preise
- Auszeichnung für gute Bauten in der Stadt Zürich: 1957, 1961, 1965, 1976, 1981